# Szczelina lodowcowa

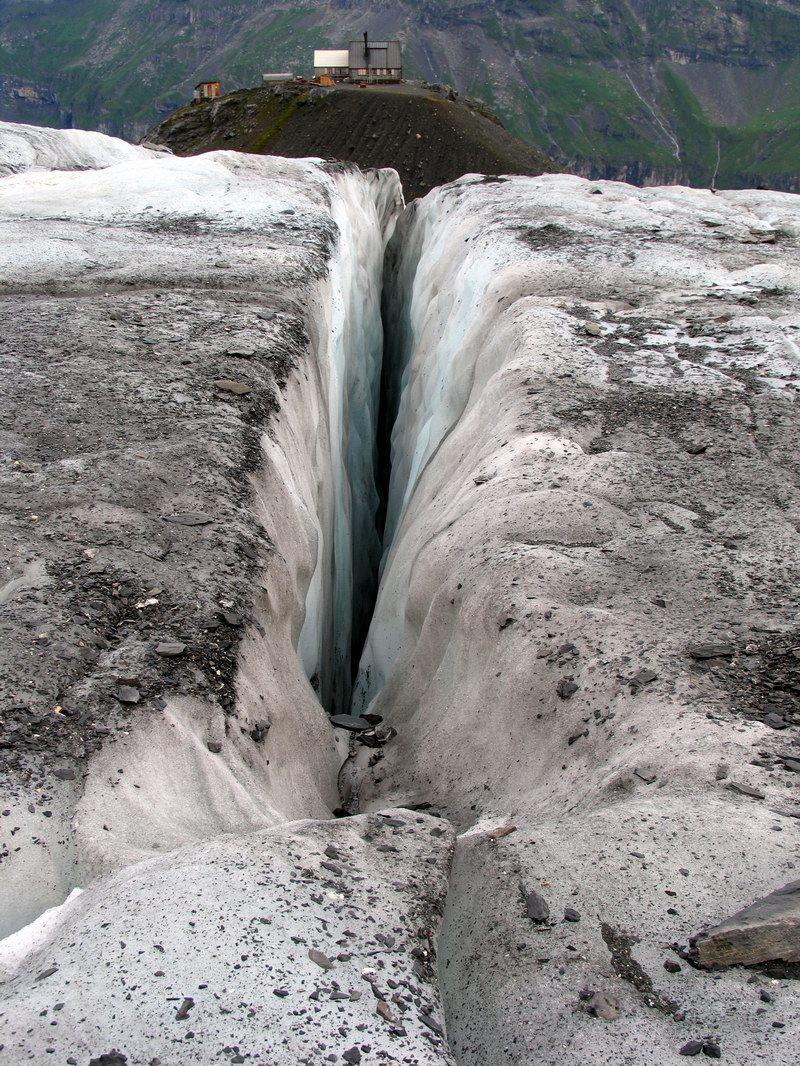
Szczelina lodowcowa

Szczelina lodowcowa – pęknięcie lub uskok tworzące się w wyniku pękania lodowca, spowodowanego przez jego ruch ponad wybrzuszeniami i uskokami podłoża.
Wyróżnia się:
- szczeliny brzeżne – szczeliny tworzące się w przy górnej krawędzi lodowców, zazwyczaj najgłębsze i najtrudniejsze do przekroczenia
- szczeliny podłużne – występują po bokach doliny lodowcowej
- szczeliny poprzeczne – tworzą się na wybrzuszeniach terenu

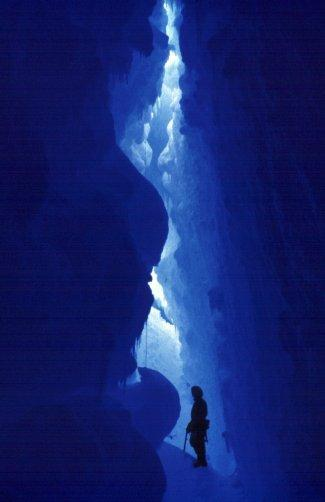
Badanie dna szczeliny lodowcowej na Antarktydzie